# Imprimerie Mame
Pour les articles homonymes, voir Mame.
L'imprimerie Mame est une ancienne manufacture située dans le quartier Lamartine de Tours, commanditée en 1950 par la maison d'édition tourangelle Mame en la personne d'Alfred Mame.
En 1980, la famille cède à Desclée de Brouwer l'entreprise qui sera peu à peu reprise par le groupe Média Participations. Un redressement judiciaire aboutit à l'abandon des installations de Tours à partir de 2010.
Depuis, le site s'insère dans un projet de renouvellement de quartier urbain. 

## Histoire
Armand Mame entreprend en 1796 l'implantation d'une imprimerie familiale créée par son père Pierre-Charles trente ans plus tôt. Dès la première partie du XIXe siècle dans le Vieux-Tours, entre les rues Royale, des Halles et Néricault-Destouches, (Auguste Marconnet architecte), construit une usine pour l'imprimerie en incorporant l'ancienne. La réussite de  la maison Mame atteint en 1866 un chiffre d'affaires de 3,50 millions de francs-or,  1 500 ouvriers et l'emploi de 30 machines à vapeur. L'empire Mame envoie ses fumées sur la ville, signe de l'intense activité du XIXe siècle.
L'imprimerie Mame fait partie du patrimoine culturel de Tours depuis lors. Les membres de la famille, imprimeurs originaires d'Angers, se sont succédé à la direction tels le maire de Tours et député Ernest Mame (1805-1883) ou son cousin Alfred Mame (1811-1893) et dont la descendance demeure assurée (Paul Mame (1833-1903), Armand Mame (1864-1926), Alfred Mame (1909-1994)).
Elle est entièrement détruite lors de l'arrivée des Allemands le 19 juin 1940, les balles traçantes ayant causé un gigantesque incendie qui détruit la ville.
L'imprimerie trouve alors refuge près de la gare de Tours. Le 20 mai 1944, les Alliés bombardent le nœud ferroviaire de Tours. Plusieurs bombes ratent leurs cibles et réduisent en poussière les ateliers Mame et tout le stock de livres déjà imprimés.

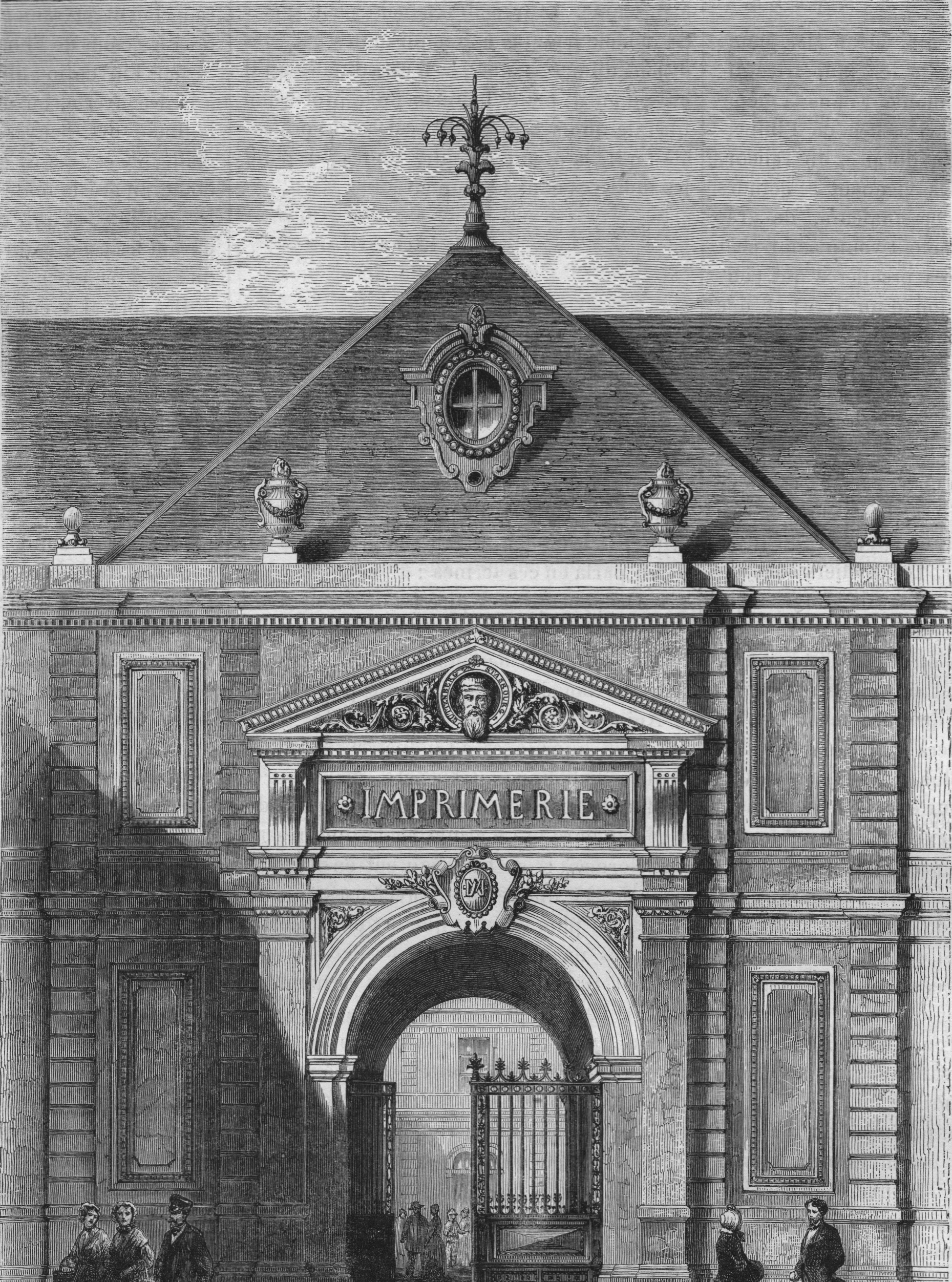
Entrée de l'imprimerie Mame.
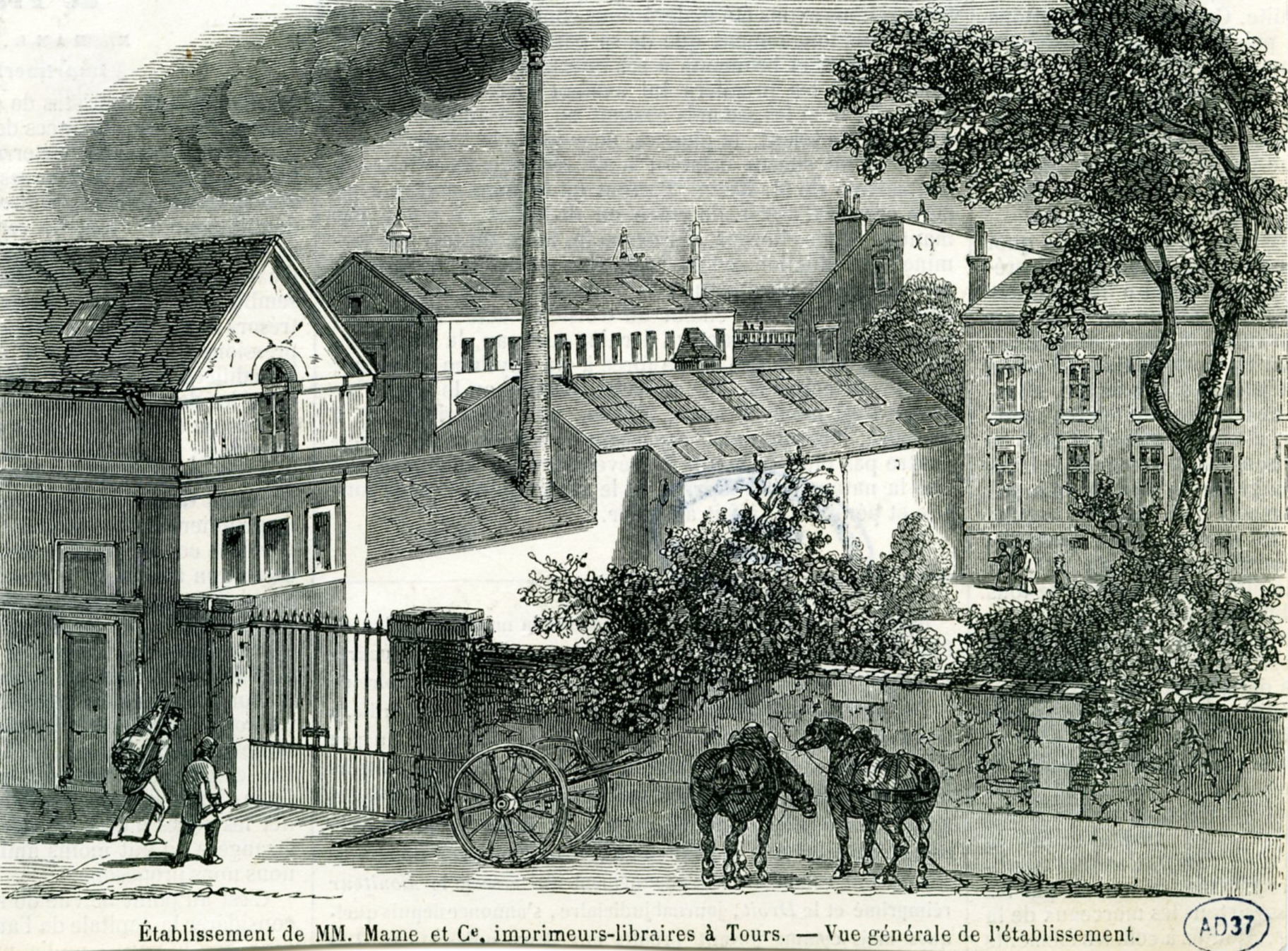
Établissement de MM. Mame et Cie, imprimeurs-libraires à Tours.  Vue générale.
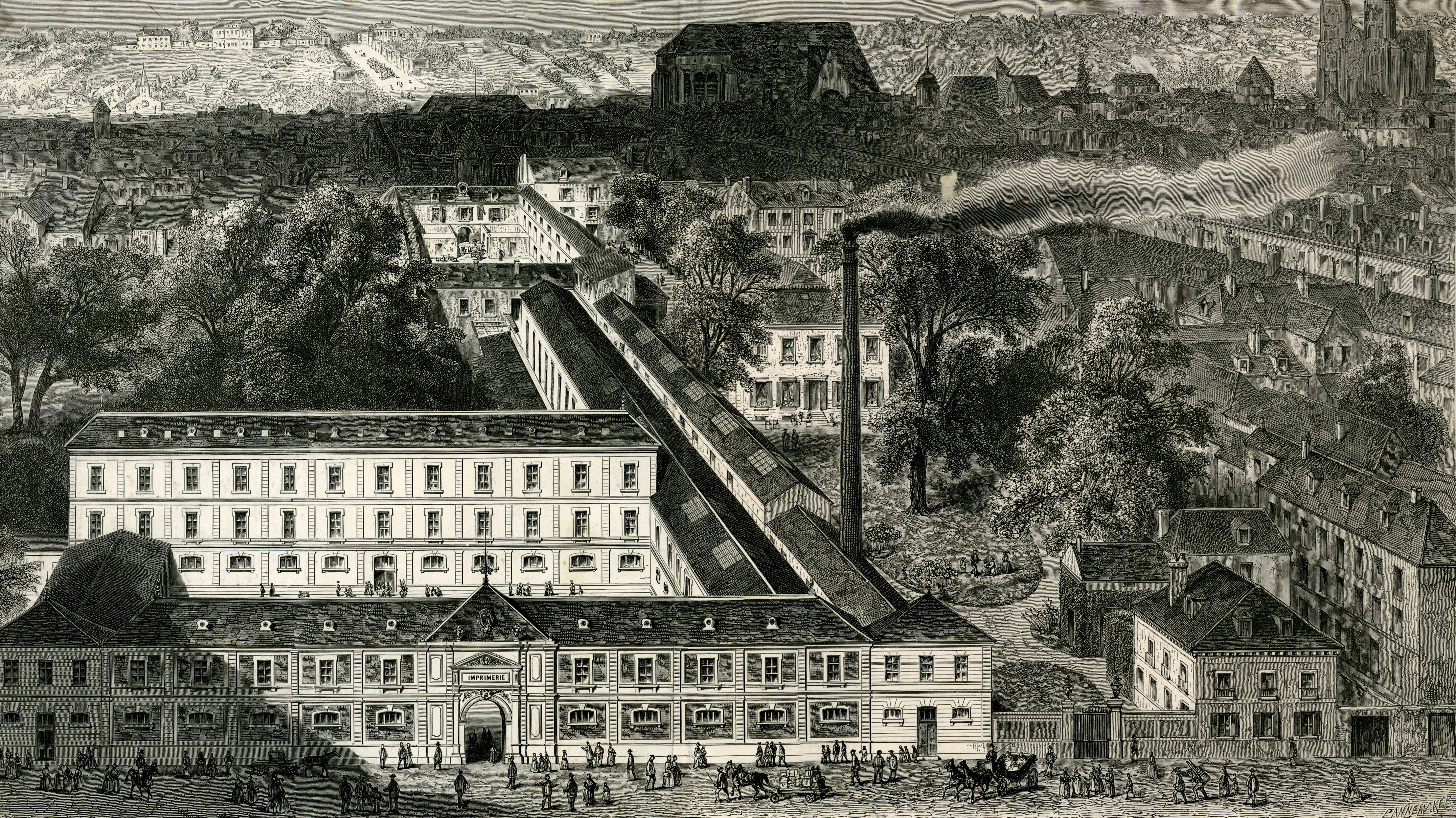
Vue générale de l'imprimerie Mame.
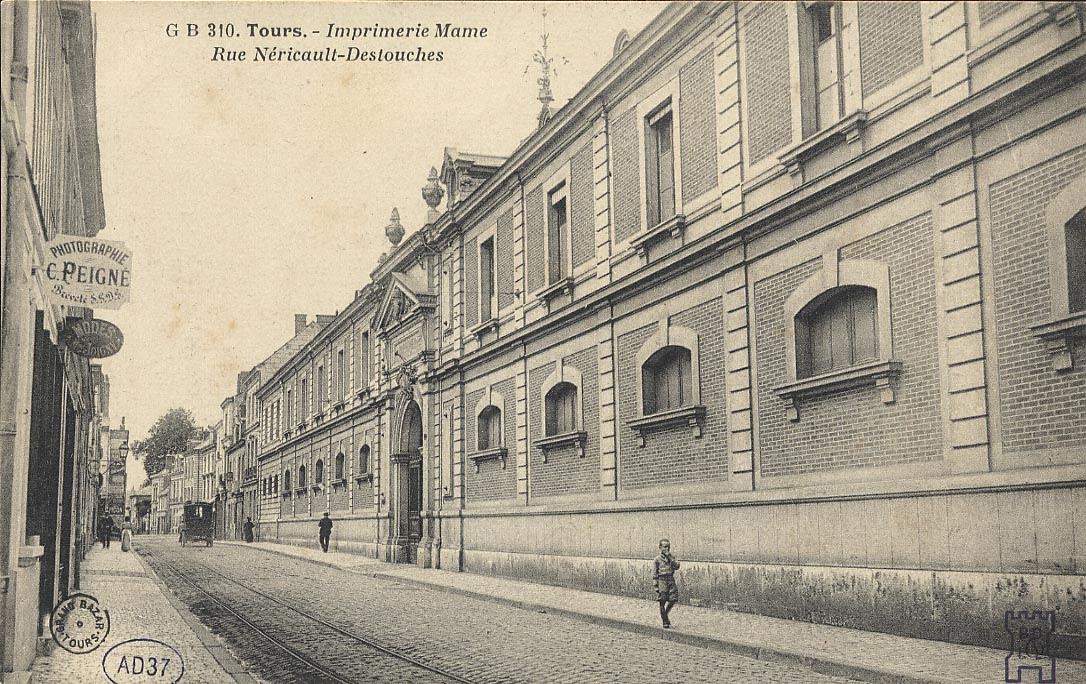
Imprimerie Mame, rue Néricault-Destouches.
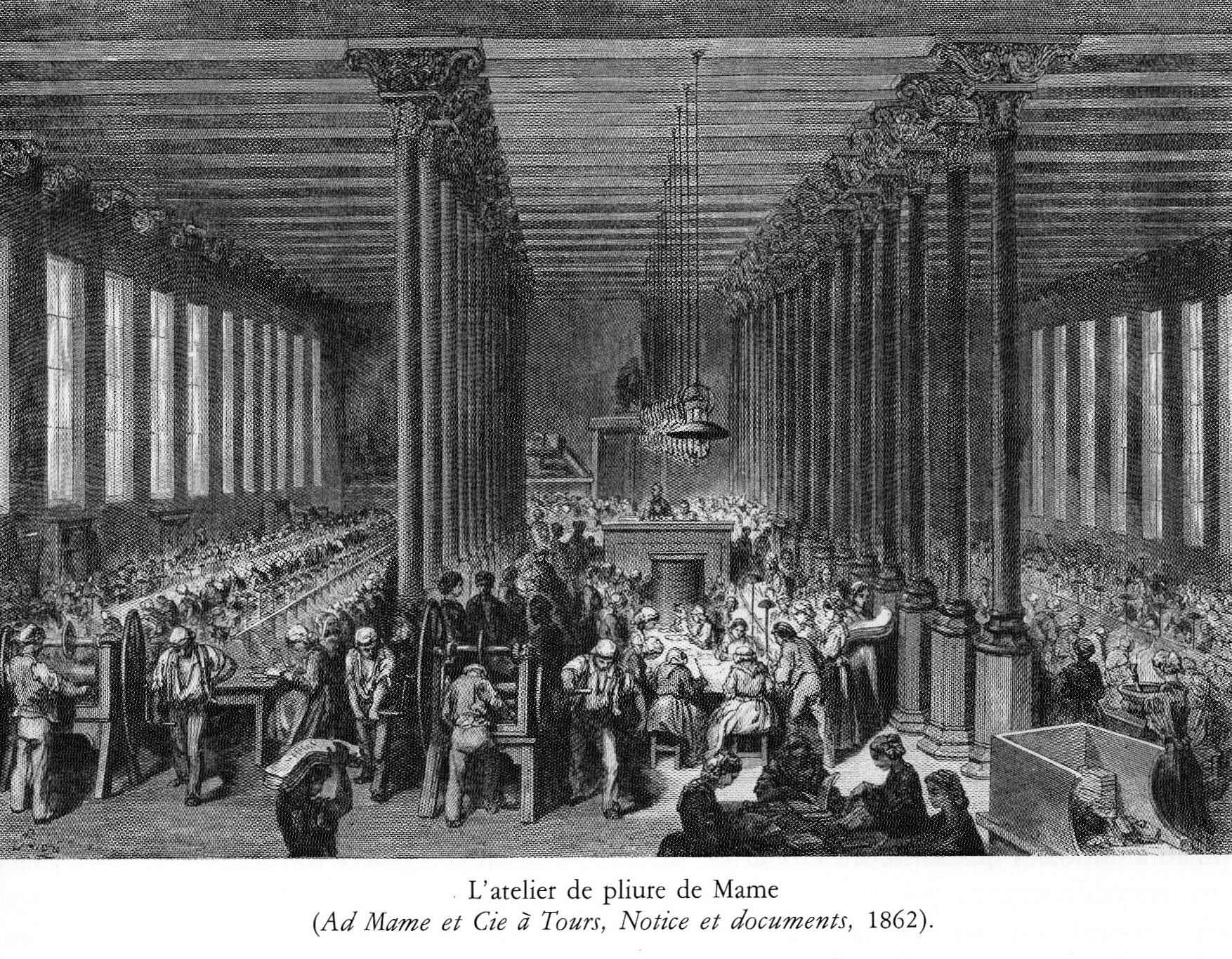
L'atelier de pliure de Mame à Tours.
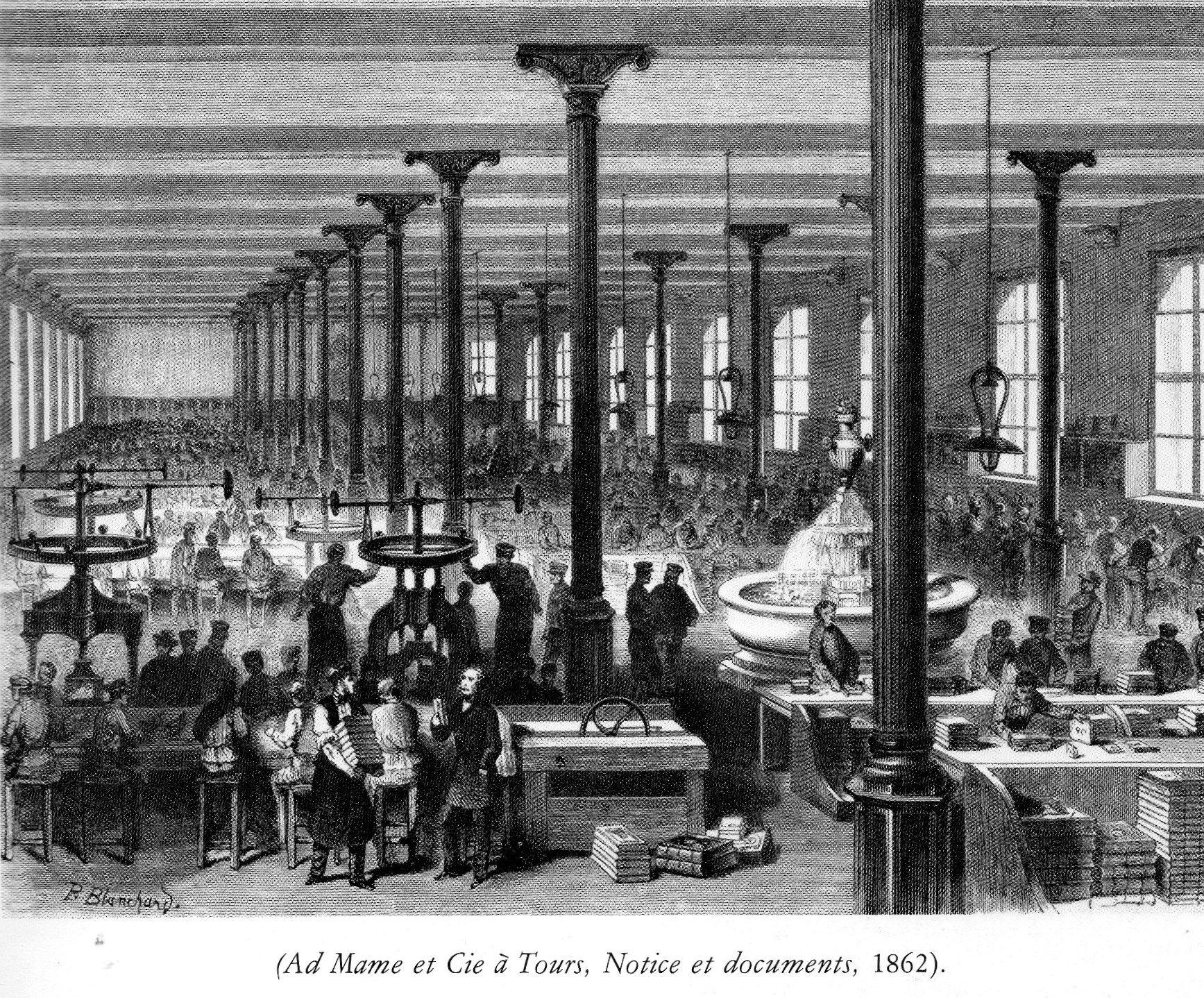
Presse à balancier, Mame à Tours.

La rénovation
Une nouvelle imprimerie est  construite à partir de 1950 sur un terrain de 3,5 hectares en bordure de Loire. L'architecte Bernard Zehrfuss, associé à Jean Marconnet, propose deux bâtiments modulaires reliés entre eux par une passerelle. Le premier édifice est une tour qui abrite les bureaux administratifs. Le second, situé plus bas, regroupe les ateliers.
La structure des ateliers est à l'image de l'architecture de l'époque, c'est-à-dire en béton brut, et l'ossature est faite de poteaux et de poutres. L'ensemble forme un grand volume de 5 432 m2 qu'il a fallu éclairer. Pour cela, Bernard Zehrfuss travaille avec Jean Prouvé et Edgard Pillet.

## L'aluminium au service du bien-être
La toiture permet d'illuminer l'espace de manière régulière : Prouvé fait en effet installer 672 sheds préfabriqués en aluminium disposés sur une structure en acier, une première en Europe, qui recouvre l'ossature.
Par ailleurs, Prouvé construit quatre pavillons en aluminium sur le toit-terrasse de la tour administrative. Ils sont pourvus de baies vitrées et de hublots colorés. Le bureau du directeur et la salle de réunion du conseil d'administration y sont installés. À noter que la toiture de la salle de réunion déborde et elle prend la forme d'une coque.
Le peintre Edgard Pillet se charge de décorer les cloisons intermédiaires des ateliers avec des fresques abstraites de couleurs jaune, bleu, blanc, gris et noir. Il a aussi dessiné le mobilier de bureau, composé de tubes métalliques typiques de l'architecture d'intérieur.

## Une initiative primée
Ces bâtiments reçoivent en 1954 le grand prix d'architecture industrielle de Milan.

## Protection

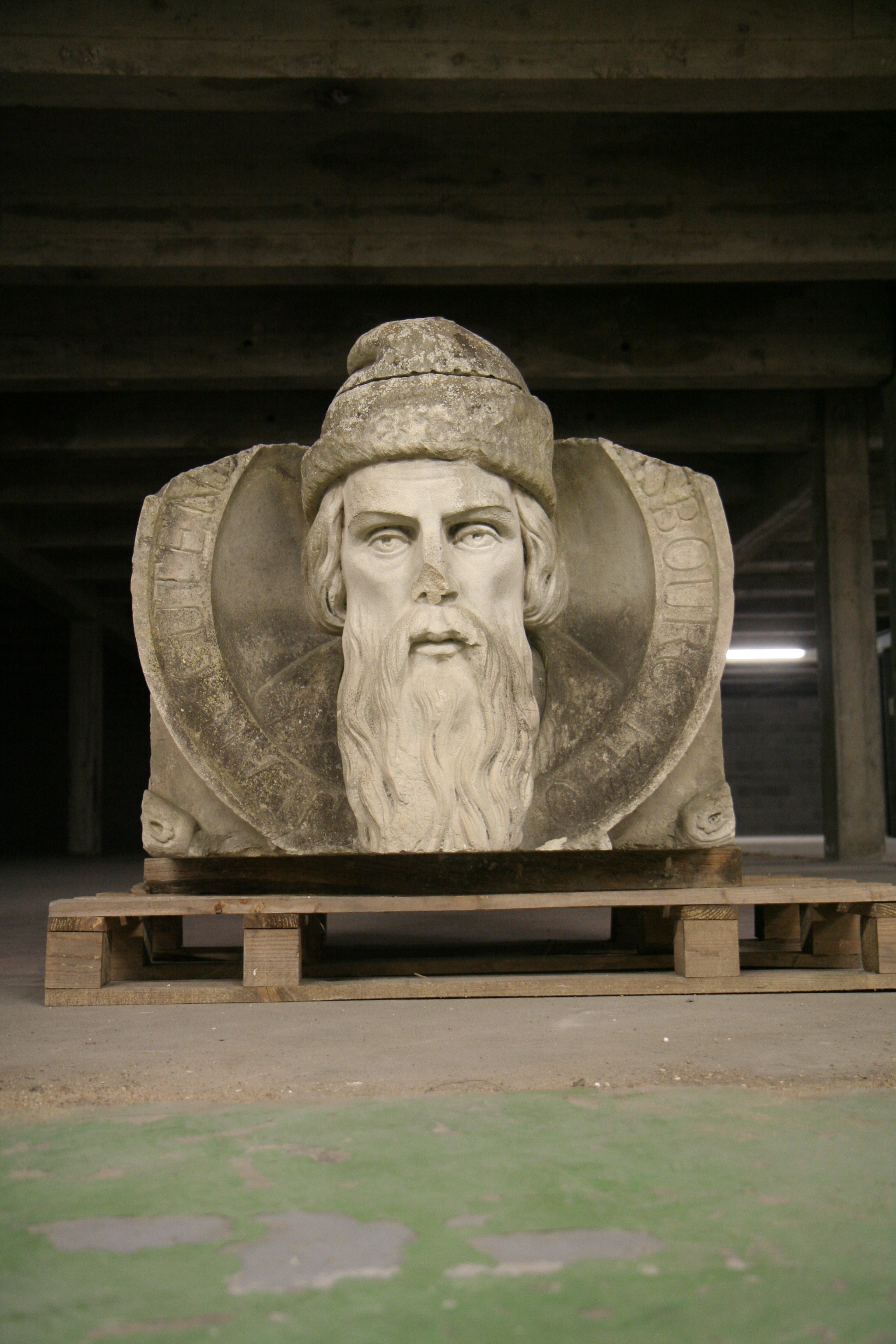
Statue de Gutenberg provenant de l'ancienne imprimerie Mame (avant 1940).

La partie d'origine de l'imprimerie fait l'objet d'une inscription au titre des monuments historiques depuis le 23 mars 2000,,.

## Reconversion d'une friche industrielle
La réhabilitation préalable du bâtiment industriel aboutit en 2016 à l'inauguration de la « Cité de la création et de l'innovation » (site Mame) le 6 octobre 2016 par le secrétaire d'État Jean-Vincent Placé qui s'est déplacé spécialement pour l'occasion.